# Військовий технічний інститут озброєння
Військовий технічний інститут озброєння (пол. Wojskowy Instytut Techniczny Uzbrojenia, WITU) — польська науково-дослідна установа у галузі озброєння, розташована в місті Зельонка. Інститут спеціалізується на розробці, випробуванні та модернізації озброєння і боєприпасів для Збройних сил Польщі.

## Історія
Першою подібною польською організацією був Військово-технічний інститут, створений 1919 року та розформований 1921 року. У 1926 році було засновано Інститут досліджень артилерії, який згодом неодноразово реорганізовували, і до 1935 року він став Інститутом технічного озброєння. Основні дослідження проводилися в Центрі балістичних досліджень у Зеленці, збудованому у 1930-х роках. До початку Другої світової війни інститут розробив 112 зразків озброєння, зокрема протитанкову рушницю wz.35 та самозарядну гвинтівку wz.38M. Війна перервала діяльність інституту.
Після війни інститут було відновлено, проте невдовзі розділено на кілька самостійних установ. У 1965 році на його основі створено сучасний Військовий технічний інститут озброєння.
У повоєнні роки інститут розробив пістолет P-64, протитанковий гранатомет Komar, динамічний захист ERAWA, пістолет WIST-94 та низку інших виробів і технологій.

## Структура та діяльність
Інститут включає кілька ключових центрів та лабораторій:
- Центр динамічних досліджень (Стальова Воля): полігонні випробування боєприпасів, утилізація бойових засобів[6][7].
- Центр вибухових матеріалів і бойових засобів: дослідження вибухових речовин, сертифікація та діагностика боєприпасів[8].
- Центр озброєння і балістичного захисту: випробування стрілецької зброї, балістичного захисту, боєприпасів[9] .
- Центр ракетної техніки: розробка і випробування ракетних систем та безпілотників[10].
- Центр тренувальних систем і симуляторів: створення навчально-тренувальних комплексів, симуляторів бойової техніки[11].
- Центр балістики і безпілотних систем: розробка безпілотних платформ, бойових частин і систем радіоелектронної боротьби[12].

### Науково-дослідні проекти
Інститут реалізує проєкти з розробки нових зразків озброєння, систем симуляції, квантових і радіоелектронних технологій. Серед них вирізняються системи симуляції POLSYM та SURYKATKA, проєкти у сфері терагерцової діагностики TERADIAG і радіоелектронної боротьби WEKTOR.

### Регуляторна діяльність
WITU виступає національним органом із кваліфікації вибухових речовин для військового використання та очолює Національну комісію з затвердження вимог безпеки (NSAA).

### Видавнича діяльність
Інститут видає науковий журнал «Problemy Techniki Uzbrojenia», монографії, дисертації та матеріали конференцій, входячи до переліку видавництв, схвалених Міністерством науки і вищої освіти Польщі.

## Керівництво
- Директор — полковник, доктор інженер Павел Свеклей (пол. Płk dr inż. Paweł Sweklej), призначений на посаду директора WITU 1 червня 2022 року.
- Заступник директора з науково-дослідної роботи — полковник, доктор інженер Радослав Вархоль (пол. Płk dr inż. Radosław Warchoł), обійняв посаду 1 грудня 2022 року.
- Заступник директора з операційно-фінансових питань — магістр Урсула Дженчьол (пол. Mgr Urszula Dzięcioł), призначена 1 жовтня 2024 року.
- Заступник директора зі співпраці — полковник запасу, доктор інженер Маріуш Социньський (пол. płk rez. dr inż. Mariusz Soczyński), обійняв посаду 1 квітня 2025 року[18].

## Реорганізації інституту
- 1926 — створено Інститут досліджень артилерії (пол. Instytut Badań Artylerii).
- 1927 — перейменовано на Інститут досліджень матеріалів озброєння (пол. Instytut Badań Materiałów Uzbrojenia).
- 1935 — отримав назву Інститут технічного озброєння (пол. Instytut Techniczny Uzbrojenia).
- 1947 — перетворено на Науково-дослідне підприємство зі зброї та боєприпасів (пол. Zakład Naukowo-Badawczy Broni i Amunicji).
- 1952 — перейменовано на Центральний науково-дослідний артилерійський полігон (пол. Centralny Naukowo-Badawczy Poligon Artyleryjski).
- 1958 — отримав назву Центральний дослідний артилерійський полігон (пол. Centralny Badawczy Poligon Artyleryjski).
- 1962 — реорганізовано в Центр досліджень озброєння (пол. Centrum Badań Uzbrojenia).
- 1965 — засновано в сучасному вигляді як Військовий технічний інститут озброєння (пол. Wojskowy Instytut Techniczny Uzbrojenia).

Відзнаки
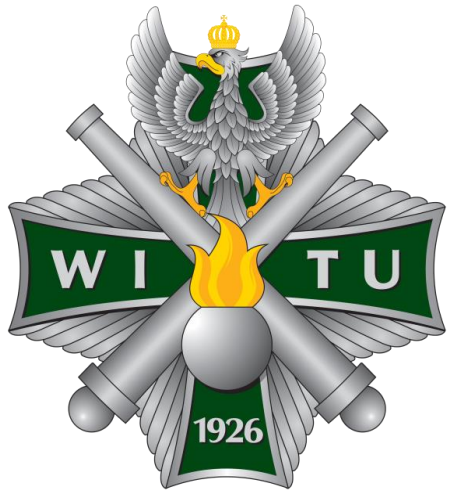
Пам'ятний знак (2022)
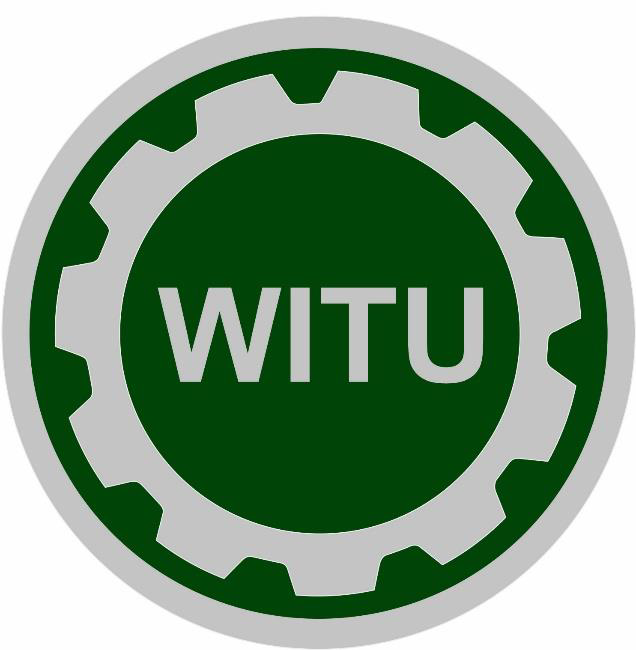
Емблема на вихідну форму (2023)
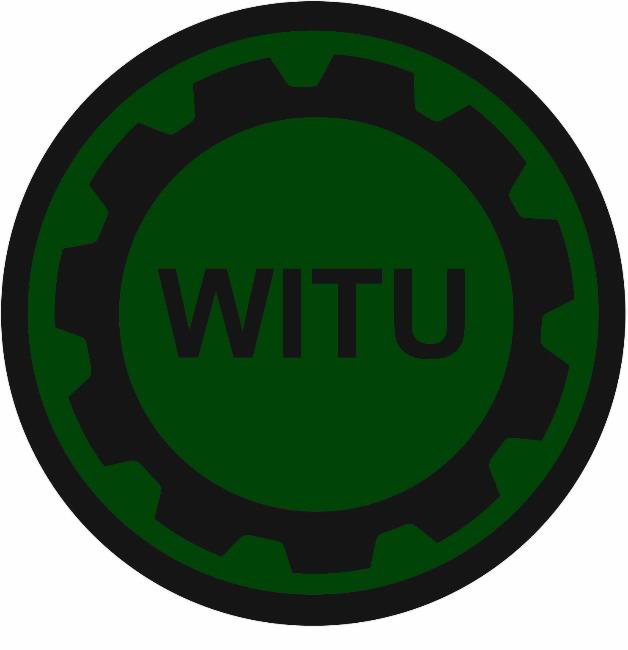
Емблема на польову форму (2023)

## Нагороди
Інститут відзначений рядом галузевих нагород:
- Лауреат конкурсу «Lider Bezpieczeństwa Państwa» (2022) — за спеціальний вибуховий заряд TAPIR[19]
- Лауреат конкурсу «Lider Bezpieczeństwa Państwa» (2023) — за навчально-тренувальний комплекс POJEDYNEK[20]
- Премія Президента виставки Targi Kielce (Defender Award) на XXIX MSPO (2021) — за систему POJEDYNEK[21]
- I місце (30 000 злотих) на конкурсі R&D (2018) — вища нагорода за спеціальні проєкти[22]

## См. також
- Навчальний полігон у Зеленці

## Зовнішні посилання
- Веб-сайт